# Gerard Bors van Waveren (1630-1693)

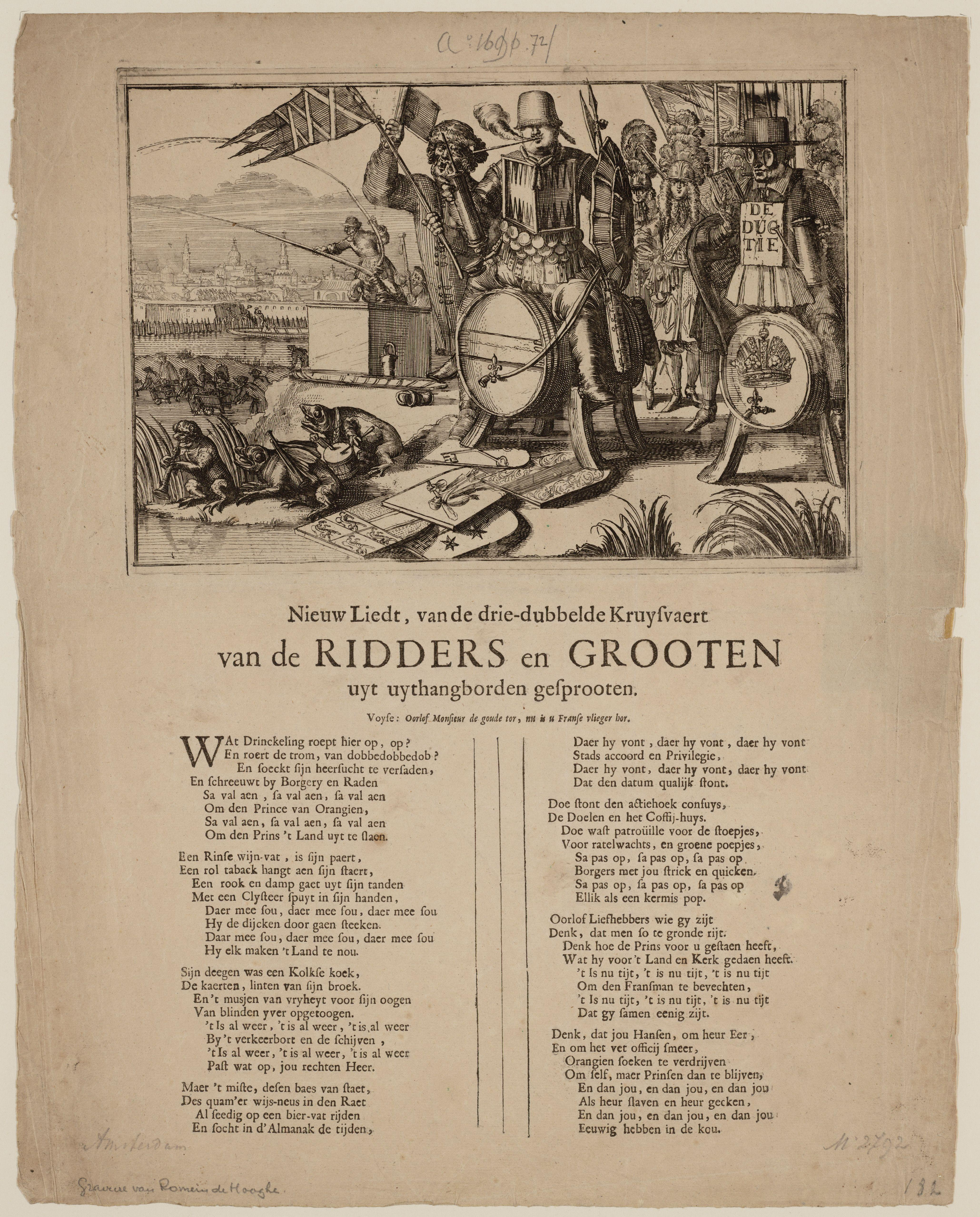
Spotprent door Romeyn de Hooghe, gericht tegen het pro-Franse en anti-orangistische beleid van het stadsbestuur in de personen van de burgemeesters Johan Huydecoper en Gerard Bors van Waveren (1690).

Gerard Bors van Waveren (Amsterdam, 1630 – aldaar, 8 november 1693), ook wel Gerard Bors of Borssius, was een Nederlands bestuurder in Amsterdam.
Bors van Waveren was burgemeester van Amsterdam en raadslid in de Admiraliteit van Zeeland. In 1690 was hij als burgemeester betrokkene in het proces tegen Romeyn de Hooghe.

## Persoonlijk
Gerard Bors van Waveren trouwde in 1654 met Elisabeth van der Merct (1630-1714). Een van hun kinderen was Cornelis Bors van Waveren.